# Aechmea jungurudoensis
Aechmea jungurudoensis är en gräsväxtart som beskrevs av Harry Edward Luther och K.F.Norton. Aechmea jungurudoensis ingår i släktet Aechmea och familjen Bromeliaceae. Inga underarter finns listade i Catalogue of Life.